# گومونگتسه
گومونگتسه (به لاتین: Gomunice) یک روستا در لهستان است که در گمینا گومونگتسه واقع شده‌است. گومونگتسه ۱٬۹۰۰ نفر جمعیت دارد.